# Montée du Gourguillon
La montée du Gourguillon est une voie publique des pentes de la colline de Fourvière dans le 5e arrondissement de Lyon, en France. Reliant les actuels quartiers de Saint-Jean et Saint-Just, elle date de la période romaine lorsqu'elle reliait la ville haute et les quartiers fluviaux des bords de Saône et les canabae en Presqu'île.
Dans sa partie basse se trouve la place de la Trinité et le Café du Soleil, particulièrement célèbres puisqu'ils sont le décor traditionnel du castelet de Guignol.

## Étymologie
L'odonyme Gourguillon désignait jusqu'au XVIe siècle la section basse de la voie, et plus précisément, selon Félix Desvernay, la partie de la rue Tramassac qui s'étendait de la rue Saint-Pierre-le-Vieux (actuelle rue Mourguet) à la place de la Trinité. En amont de la place, la rue se nommait « Beauregard ». Ces deux noms sont attestés sous les formes « Gorgollon » et « Belregart » respectivement en 1223 et en 1256.
L'odonyme Beauregard désignant la montée disparaît au cours du XVIIe siècle et ne survit plus aujourd'hui que dans le nom de la place Beauregard, au croisement du Gourguillon et de la Montée des Épies.
Le nom Gourguillon (anciennement Gorgollon, Gorgollion, Gourgoillon, Gorguillon...) évoque une « grande décharge d'eau » selon Aimé Guillon. Pour Claude Bréghot du Lut, ce nom qu'il considère comme onomatopéïque « est tout-à-fait convenable à la disposition du lieu que l'on désigne ainsi, dont la pente et le resserrement font que les eaux pluviales s'y engouffrent ». L'association entre cet odonyme et l'idée de ruissellement est appuyée par l'existence à Lyon au XVIIIe siècle du verbe gourguillonner (« couler en abondance, ruisseler »).
Clair Tisseur propose une étymologie argumentée : selon lui, ce nom désignait une « petite rigole », gorgollon / gourguillon étant une forme diminutive de gorgola (rigole, gargouille) en patois lyonnais, lui-même issu du latin gurges (« tourbillon d'eau »).
Une légende  inaugurée au début du XVIe siècle par Symphorien Champier voyait dans ce nom l'évocation du prétendu martyre de 19 000 chrétiens de Lugdunum sous le règne de Septime Sévère, dont le sang se serait déversé de la colline de Fourvière par le Gourguillon dans la Saône, la teintant de rouge jusqu'à Mâcon. Cette explication est considérée comme farfelue par tous les érudits lyonnais de l'époque moderne,,,,

## La rue
La montée du Gourguillon a une longueur de 400 mètres pour un dénivelé de 53 mètres, ce qui représente une pente d'un peu plus de 13,25 % en moyenne. La rue est entièrement pavée et sans trottoir du bas jusqu'à son intersection avec la montée des Épies et possède à intervalles réguliers tous les dix mètres environ de petites marches sur toute la longueur de la chaussée. La rue est piétonne mais les riverains peuvent cependant y circuler et de nombreuses voitures y sont garées[réf. nécessaire].
Cette rue peu connue des lyonnais est une des plus anciennes rues de Lyon avec ses pavés, ses maisons médiévales du XVe siècle dont les fenêtres sont ornées d'animaux fantastiques et grotesques. Des maisons à pans de bois, très rares à Lyon, sont visibles dans l'impasse Turquet, une rue perpendiculaire au Gourguillon. La ruelle s'appelle au Moyen Âge « Beauregard » en raison de la vue qu'elle offre sur Lyon.
Au numéro 2 de la rue, s'ouvre une traboule privée vers la montée du Chemin-Neuf. Au milieu de la montée, se trouve la place Beauregard à l'emplacement d'un léger élargissement de la place à l'embranchement des escaliers de la montée des Épies. Outre cette montée des Épies qui s'ouvre sur la gauche en montant par de longs escaliers sur le flanc de colline descendant à Saint-Georges, on trouve plus bas la rue Armand-Caillat qui descend rejoindre la montée des Épies[réf. nécessaire].
À son extrémité, la montée du Gourguillon se divise en deux voies presque diamétralement opposées : un escalier qui mène sur la rue des Farges, devant le lycée de Saint-Just dans la continuité de l'axe de la rue, et l'autre qui est la continuation du haut de la montée goudronnée, bordée de trottoirs qui rejoint après un virage à épingle à cheveux la montée du Chemin-Neuf[réf. nécessaire].

## Histoire
La rue est un cheminement naturel, qui sera aménagée durant la période gallo-romaine, pour monter sur la colline de Fourvière du côté de Saint-Just depuis le Vieux-Lyon qui forment les deux centres anciens de la ville, Fourvière, le centre élevé de la cité antique de Lugdunum qui périclite dès la fin de l'Antiquité au profit du Vieux-Lyon, sur les quais de la Saône. Elle fut l'unique accès ouest de Lyon, jusqu'au XVe siècle.

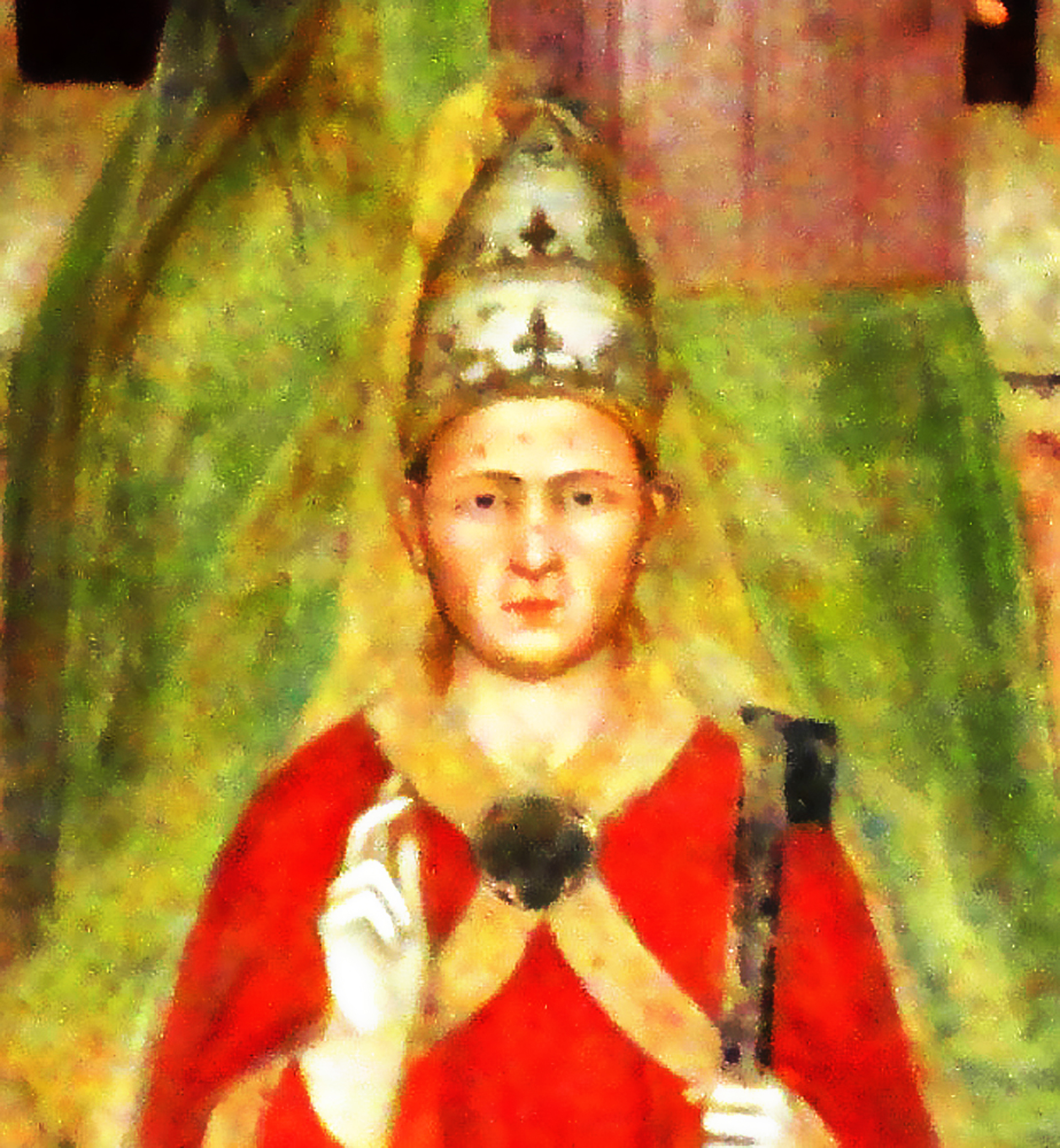
Le pape Clément V.

C'est dans cette rue que le 14 novembre 1305, un mur sur lequel des curieux s'étaient installés s'effondra sur le cortège du pape Clément V qui venait d'être couronné pape dans la basilique Saint-Just et du roi de France Philippe le Bel. Cet accident fit douze morts dont le frère du pape et le duc Jean II de Bretagne. De nombreux témoignages de l'époque relatent que, à la suite de cet accident qui entraîna également la chute du souverain pontife, le pape perdit sa tiare dont une pierre précieuse (probablement un diamant d'une grande valeur) se descella dans le choc et fut ensevelie sous les gravats. Malgré de nombreuses recherches, on ne la retrouva jamais,.
Au Moyen Âge, se trouvait en haut de la montée du Gourguillon la porte de l'enceinte de la ville face à Saint-Just qui était un bourg indépendant.

## Accessibilité
- Ce site est desservi par la station de métro Vieux Lyon - Cathédrale Saint-Jean et la station de funiculaire Minimes - Théâtres Romains.
- Stations Vélo'v : Saint-Jean - Théâtres romains